# Johann Heinrich von Bernstorff

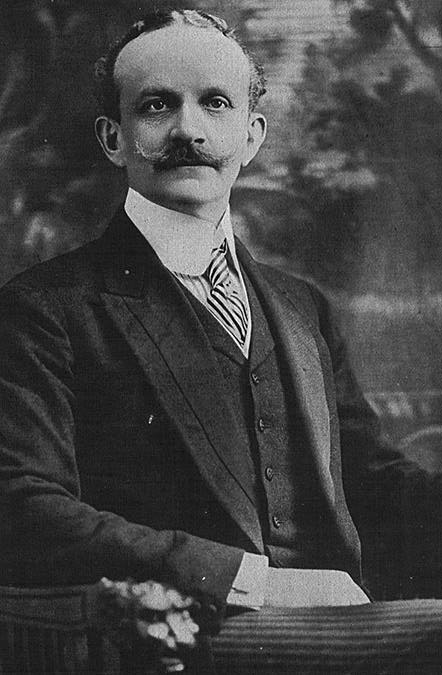
Johann Heinrich von Bernstorff

Johann Heinrich von Bernstorff (ur. 14 listopada 1862 w Londynie, Wielka Brytania, zm. 6 października 1939 w Genewie, Szwajcaria) – niemiecki dyplomata.

## Życiorys
Syn pruskiego dyplomaty, w 1899 r. rozpoczął karierę dyplomatyczną jako sekretarz poselstwa niemieckiego w Belgradzie, następnie w Dreźnie i Petersburgu. W latach od 1902 do 1906 był radcą ambasady w Londynie. Od 1908 r. był ambasadorem w Waszyngtonie, gdzie pozostał do czasu wypowiedzenia wojny przez USA w kwietniu 1917 r. (czemu usiłował zapobiec podejmując rokowania). Po krótkim pobycie w Niemczech wyjechał jako ambasador do Konstantynopola, skąd powrócił w 1918 r.
Po wybuchu rewolucji w Niemczech porzucił służbę dyplomatyczną, ale pozostał aktywny w polityce jako poseł do Reichstagu i przewodniczący delegacji do Ligi Narodów.
Po objęciu władzy przez NSDAP w 1933 r. wyemigrował do Szwajcarii, gdzie przebywał aż do śmierci.